# Cantone di Aubeterre-sur-Dronne
Il Cantone di Aubeterre-sur-Dronne era una divisione amministrativa dell'arrondissement di Angoulême.
A seguito della riforma approvata con decreto del 20 febbraio 2014, che ha avuto attuazione dopo le elezioni dipartimentali del 2015, è stato soppresso.

## Composizione
Comprendeva i comuni di:
- Aubeterre-sur-Dronne
- Bellon
- Bonnes
- Les Essards
- Laprade
- Montignac-le-Coq
- Nabinaud
- Pillac
- Rouffiac
- Saint-Romain
- Saint-Séverin